# Clovia sexfasciata
Clovia sexfasciata är en insektsart som beskrevs av Carl Stål 1870. Clovia sexfasciata ingår i släktet Clovia och familjen spottstritar. Inga underarter finns listade i Catalogue of Life.